# Лежбище

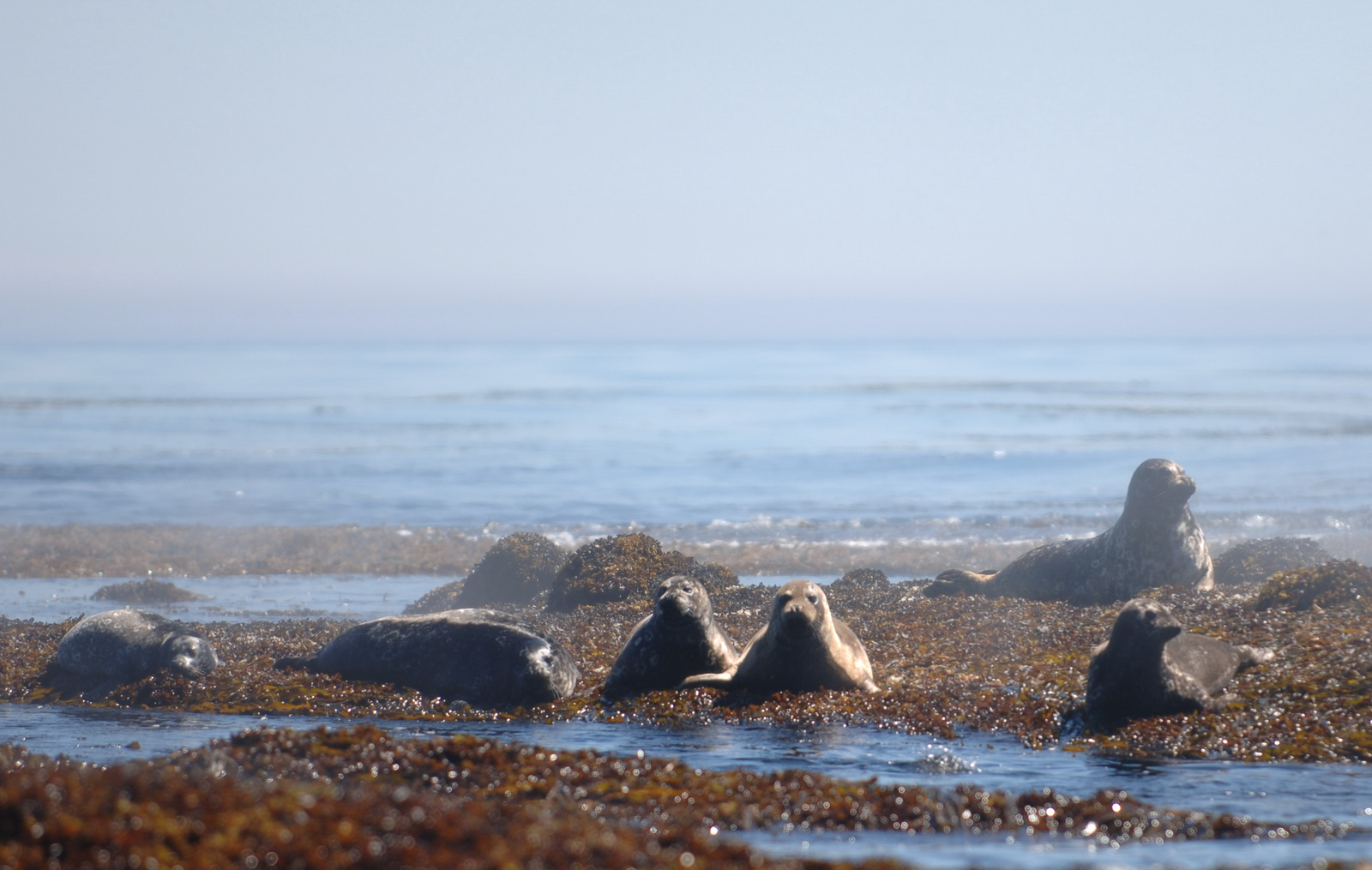
Тимчасове відлежування антурів на скелях Кам'яні Пастки, Курильські острови

Ле́жбище — берегові пляжі, на яких формуються великі скупчення тварин. Як правило, цей термін застосовується до опису біології морських ссавців. Наприклад, берегові лежбища формують вухаті тюлені — північний морський котик, сивуч та інші.

## Типи лежбищ
Термін «лежбище» використовується для опису місць виходу морських тварин (в основному ластоногих) на сушу. Відповідно, виділяють репродуктивні лежбища (англ. rookery), на які тварини виходять на час розмноження, і холостякові лежбища (англ. haulout), які тварини використовують для відпочинку.
У свою чергу лежбища поділяють за типом субстрату і місця, на яких вони формуються. Наприклад, лежбища берегових форм звичайного тюленя на Курильських островах формуються на короткий час на каменях і кекурах, що оголюються під час відпливу. Лежбища сивучів на острові Мідний утворені на гальковому пляжі, а лежбища північних морських слонів у Каліфорнії формуються на піщаних пляжах. Ряд ластоногих (крилатка, льодові форми звичайного тюленя, тюленя Ведделла і ін.) формують лігвища не на берегах островів, а на пакових льодах.

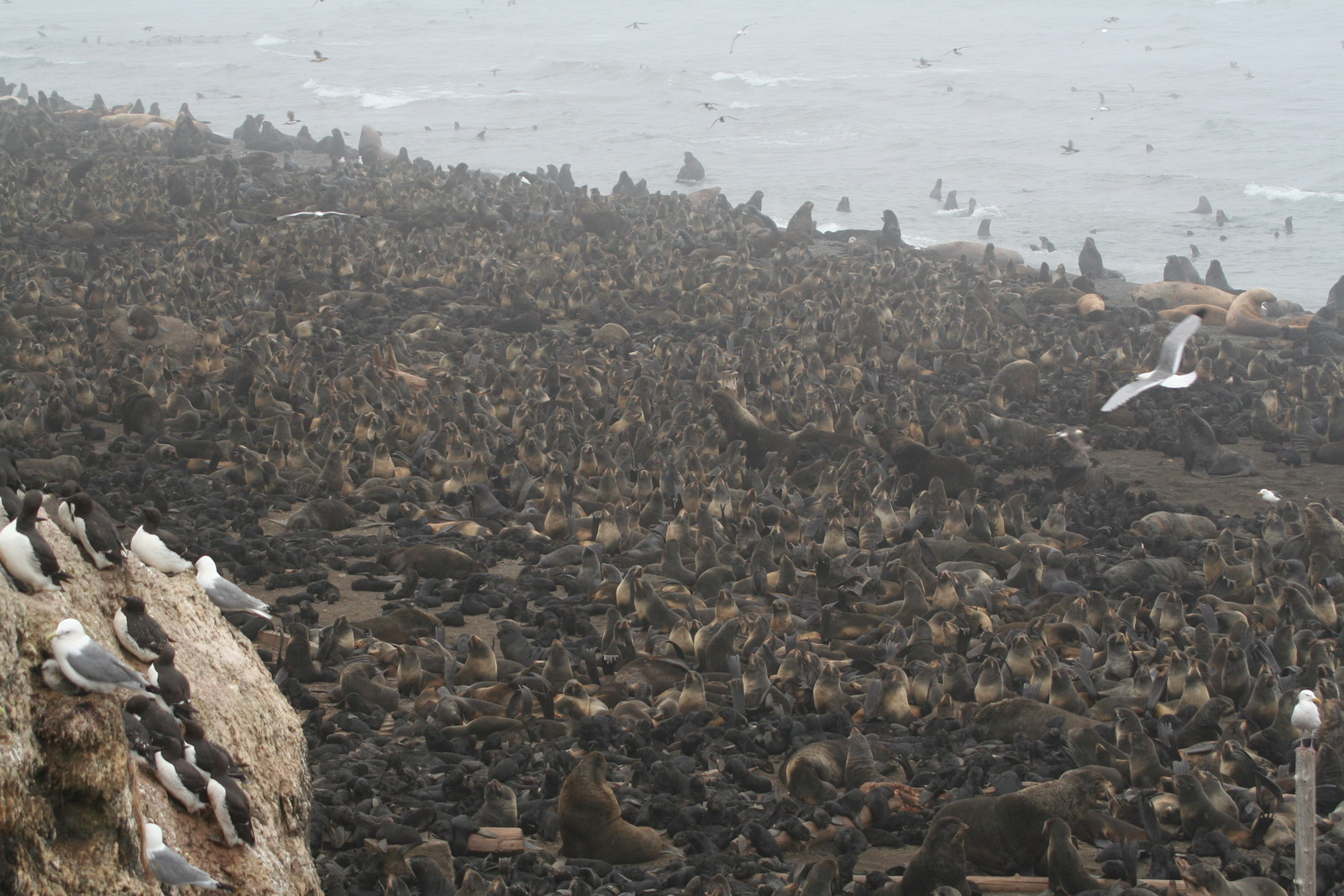
Лежбище північних морських котиків на острові Тюленячий

## Значення лежбищ для тварин
Ластоногі використовують, як правило, традиційні лежбища для розмноження і в деяких випадках їх число досить обмежене. Наприклад, північний морський котик широко поширений у північній частині Тихого океану, але формує репродуктивні лігвища тільки на декількох островах. Розміри деяких лежбищ досягають дуже великих розмірів — на острові Тюленячий в період розмноження зараз залягає близько 55 000 котиків, а в середині XX століття тут налічували понад 100 000 особин .
Лежбищний період вухатих тюленів обмежений, як правило, кількома місяцями. За цей час новонароджені цуценята підростають, міцнішають і вже можуть слідувати за матерями в море. Під час репродуктивного періоду ці тварини тісно прив'язані до суші і з цієї причини дуже уразливі для хижаків. Багато лігвищ формуються у важкодоступних місцях — як то скелі, камені, плити серед моря, але іноді трапляється, що хижаки потрапляють на лежбище і можуть повністю знищити нове покоління. Так, наприклад, регулярно трапляється на лежбищі сивучів, розташованому на кекурах мису Козлова, східне узбережжя Камчатки. Приблизно раз на декілька років на цей кекур запливають ведмеді і завдають лежбищу істотної шкоди.